# Bilabialt klickljud
Ett bilabialt klickljud (IPA-tecken ʘ), är en icke-pulmonisk konsonant som används i khoisanspråket ǂhõã, i ett enda ord i hadza och i det rituella australiensiska språket damin. Ljudet är detsamma som ett ”pussljud”.
Tecknet ʘ kallas ibland ”bull's eye” (”femetta”), och finns i datorsammanhang i unicodestandarden under namnet BILABIAL CLICK.